# De Geer
De Geer ([dœˈjæːr]; nederländskt uttal: [də ˈɣeːr])[källa behövs] är en månghövdad svensk adelsätt, som enligt en osäker tradition härstammar från den brabantiska släkten de Hamal som under 1100-talet levde i Liège.
De Geer utgörs av flera olika förgreningar, av olik adelsvärdighet. Bland dem märks de Geer af Leufsta och De Geer af Finspång, vilka är introducerade på Riddarhuset i Stockholm.

## Översikt
Furstbiskopsdömet Liège uppges vara varifrån släkten härstammar. Namnet De Geer ska enligt denna tradition ha tagits av Renaud de Hamal efter ett slott, Geer, som en gång hade funnits vid en biflod till Maas.[källa behövs]
Äldsta kända stamfader är Lambert De Geer de Chainée (död 1399), som var förfader till Louis De Geer (1535–1602), som blev far till Louis De Geer (1587–1652). Han vann introduktion på Riddarhuset 1641, fick frälserätt som innebar att han kunde handla med egendomar. Ätten har i Sverige erhållit adlig, friherrlig och grevlig värdighet.[källa behövs]
Från släkten kommer också flera betydande personer inom såväl politik och statsförvaltning som industri, vetenskap och konst. Inom släkten finns bland andra två av Sveriges före detta statsministrar, Louis De Geer (1818–1896) och Louis De Geer (1854–1935).

## Industrigärning
De Geer lät hämta vallonerna till bruksorterna Lövstabruk och Österbybruk när släkten invandrade till Sverige på 1630-talet. På detta sätt infördes det så kallade vallonsmidet i Sverige, en metod för framställning av smidesjärn ur tackjärn, något som gjorde de uppländska brukens ägare mycket förmögna.
Finspångs bruk i Östergötland föll ur släkten De Geers ägo efter 200 år, vid mitten av 1800-talet.
De Geer har även gjort sig kända genom att anlägga några av Sveriges första parker; dessa hade därför ofta en holländsk förebild och ibland var deras trädgårdsmästare skolade i Holland. Släkten De Geer lyckades också med att knyta kontakter med dåtidens största arkitekter och trädgårdsarkitekter, som Carl Hårleman.[källa behövs]

## Förgreningar

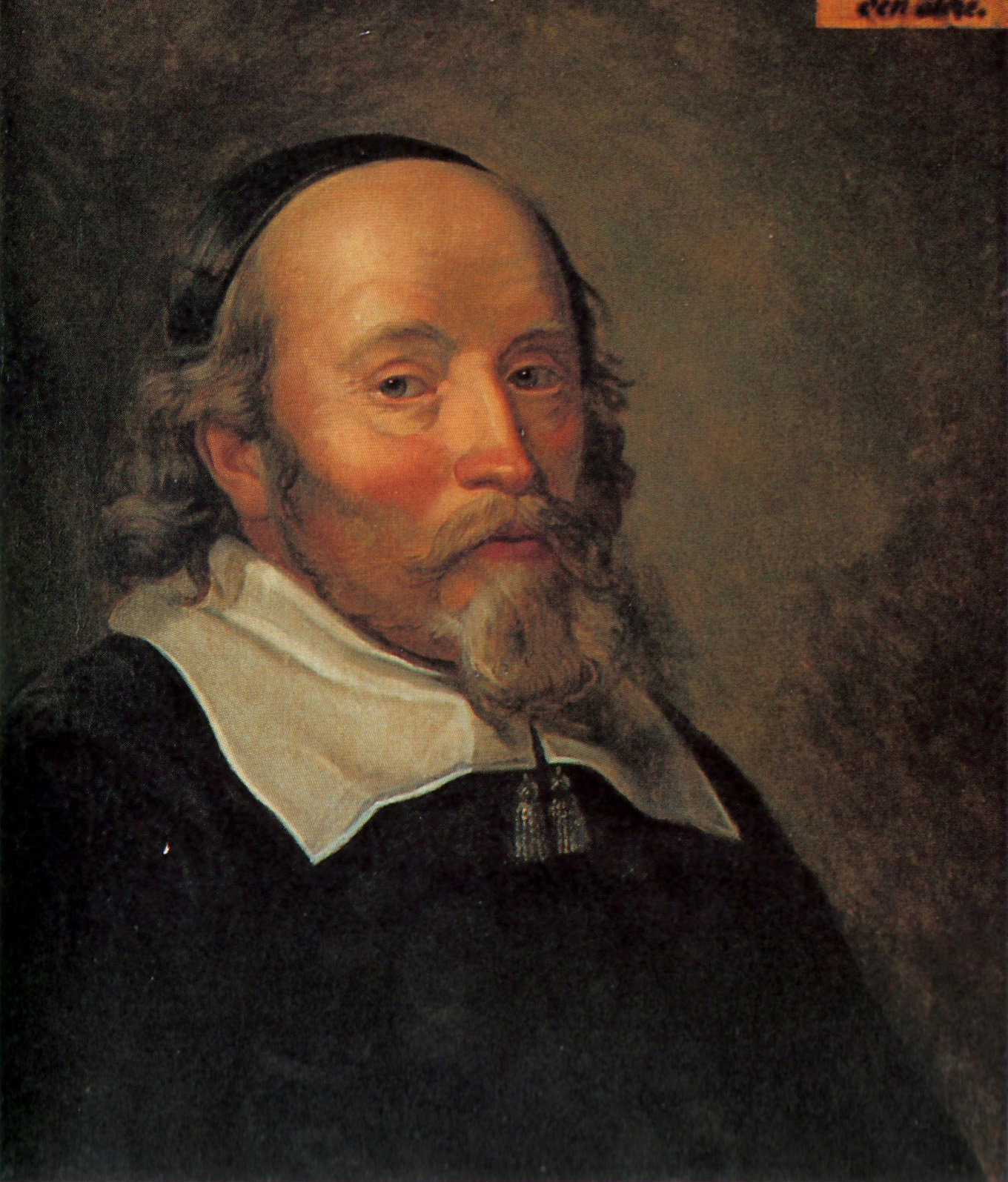
Louis De Geer

### Finland
Den tredje ätten De Geer, De Geer af Tervik, var tidigare introducerad på Riddarhuset i Stockholm men överflyttade till Finland 1818 och vann därmed adelskap vid Finlands riddarhus. De Geer har inte varit representerad i Finland sedan 1925.

### Nederländerna
En gren av ätten De Geer införlivades i den nederländska adeln 1815, och i Nederländerna 2014 var 43 personer folkbokförda med namnet. Den nederländska grenen har också förgreningar i USA och i nederländska Ostindien.

### Sverige
Den 31 december 2022 var 200 personer med efternamnet De Geer folkbokförda i Sverige och det är ett av Sveriges vanligaste vallonska släktnamn.
- De Geer, adlig ätt nr 291, från vilken utgrenats:
  - De Geer af Finspång, friherrlig 1797
  - de Geer af Leufsta, friherrlig 1773, de Geer af Leufsta grevlig 1818
  - De Geer af Tervik, friherrlig 1766, De Geer till Tervik grevlig i Finland 1809

I huvudsak skriver Finspångs-grenen av ätten De Geer med versalt "D", såsom de första generationerna i Sverige, medan den uppländska grenen vanligen använder gement "d" efter friherrskapet 1773.

## Medlemmar av ätten
- Louis De Geer (1587–1652) (Louis d.ä.)
- Louis De Geer (1622–1695) (Louis d.y.), son till Louis De Geer d.ä. (1587–1652)
- Emanuel De Geer (1624–1692), son till Louis De Geer d.ä. (1587–1652)
- Charles De Geer (1660–1730), son till Louis De Geer d.y. (1622–1695) och brorson till Emanuel De Geer (1624–1692)
- Jean-Jacques De Geer (1666–1738), son till Louis De Geer d.y. (1622–1695)
- Louis De Geer (1705-1758), son till Jean-Jacques De Geer (1666–1738)
- Otto Wilhelm De Geer (1710–1769), riksråd, sonson till Louis De Geer d.y. (1622–1695)
- Alexander De Geer (1712–1771), militär och godsägare
- Charles De Geer (1720–1778), brukspatron, entomolog, son till Jean-Jacques De Geer (1666–1738)
- Jean-Jacques De Geer (1737–1809), son till Louis De Geer (1705–1758)
- Charles De Geer (1747–1805), son till Charles De Geer (1720–1778)
- Emanuel De Geer (1748–1803), riksråd, son till Charles De Geer (1720–1778)
- Robert Wilhelm De Geer (1750–1820), son till Otto Wilhelm D Geet
- Charlotta Aurora De Geer (1779–1834), dotter till Jean-Jacques De Geer (1737–1809), gift med Nils Gyldenstolpe (1768–1844).
- Carl De Geer (1781–1861), son till Charles De Geer (1747–1805)
- Emelie Fredrika Aurora De Geer (1782–1828), dotter till Jean-Jacques De Geer, gift 1:a med Mauritz Clairfelt (1780-1841), gift 2:a med Carl Fredrik Piper (1785–1859)
- Emanuel De Geer (1817–1877), kusinson till Carl De Geer (1781–1861)
- Louis De Geer (1818–1896), Sveriges förste statsminister, son till Gerhard De Geer
- Hjalmar Rudolf Gerard De Geer, kapten, godsägare och riksdagsman för ridderskapet och adeln 1865/66
- Louis De Geer (1824–1887), bror till Emanuel De Geer (1817–1877)
- Fabian De Geer (1850–1934), landshövding, son till Hjalmar Rudolf (1819–1876)
- Louis De Geer (1854–1935), statsminister, son till Louis De Geer (1818–1896)
- Gerard Jakob De Geer (1858–1943), geolog och riksdagsledamot, son till Louis De Geer (1818–1896)
- Carl De Geer (1859–1914), son till Louis De Geer (1824–1887)
- Gustaf De Geer (1859–1945), major och företagsledare
- Louis De Geer (1866–1925), bror till Carl De Geer (1859–1914)
- Love De Geer (1874–1965), ingenjör och företagsledare
- Ebba Hult De Geer (1882–1969), geolog, gift med Gerard De Geer (1858–1943)
- Arvid De Geer (1884–1970), agronom, riksdagsman, son till Louis De Geer (1854–1935)
- Sten De Geer (1886–1933), son till Gerard De Geer (1858–1943)
- Louis De Geer (1887–1953), släkting till Louis De Geer (1866–1925)
- Louis De Geer (1888-1954), författare, son till Fabian De Geer
- Gerard De Geer (1889–1980), "Bandybaronen", disponent, författare och politiker, son till Fabian De Geer (1850–1934)
- Gerard De Geer (1893–1992), överste och ceremonimästare, son till Gustaf De Geer (1859–1945)
- Marianne De Geer (1893–1978), dotter till Louis De Geer (1854–1935)
- Gösta De Geer (1895–1986), major och företagsledare, son till Gustaf De Geer (1859–1945)
- Jakob De Geer (1899–1983), företagsledare och författare, son till Fabian De Geer
- Louis De Geer (1910–1987), diplomat, son till Arvid De Geer (1884–1970)
- Carl De Geer (1918–1978), son till Louis De Geer (1887–1953)
- Jan De Geer (1918–2007), förste statsgeolog, son till Sten De Geer (1886–1933)
- Lars De Geer (1922–2002), riksdagsledamot, försvarsminister, son till Gerard De Geer (1889–1980)
- Carl De Geer (1923–2021), diplomat, son till Arvid De Geer (1884–1970)
- Willem De Geer (1927–1984), bildkonstnär, sonson till Gerard De Geer (1958–1943)
- Yvonne De Geer (född 1930), journalist, dotter till Jakob De Geer (1899–1983)
- Carl Johan De Geer (född 1938), konstnär, son till Louis De Geer (1910–1987)
- Louis De Geer (född 1944), son till Carl De Geer (1918–1978)
- Hans De Geer (1944–2021), historiker och företagsetiker
- Marianne Lindberg De Geer, (född 1946), konstnär, gift med Carl Johan De Geer
- Gerard De Geer (född 1947), son till Carl De Geer (född 1923)
- Gerard De Geer (född 1949), finansman, son till Lars De Geer (1922–2002)
- Marie De Geer (född 1950), dotter till Jan De Geer (1918–2007)
- Jonas De Geer (född 1971), journalist, debattör och opinionsbildare, son till Hans De Geer (1944–2021)
- Jacob De Geer (född 1975), entreprenör och företagare
- Ernst De Geer (född 1989), filmskapare, son till Carl Johan De Geer (född 1938),